# Forza maggiore (film 2014)
Forza maggiore (Turist) è una commedia nera psicologica del 2014 scritta e diretta da Ruben Östlund. Narra della tensione coniugale derivante da un'apparente valanga nelle Alpi francesi, durante la quale il marito dà priorità alla fuga piuttosto che alla sicurezza della moglie e dei due figli. Il titolo Force Majeure utilizzato per il film in alcuni paesi di lingua inglese deriva da force majeure, una clausola contrattuale che libera entrambe le parti dalla responsabilità in caso di disastri imprevisti.
Forza maggiore è stato acclamato al momento della distribuzione nelle sale cinematografiche, con i critici che ne hanno elogiato la sceneggiatura e la cinematografia. Ha Vinto il premio come miglior film al 50° Guldbagge Awards ed è stato citato come uno dei migliori film del 2014 da varie riviste. Inoltre ha vinto il premio della giuria nella sezione Un Certain Regard al 67º Festival di Cannes, il film è stato selezionato per rappresentare la Svezia nella categoria miglior film straniero ai Premi Oscar, senza tuttavia ottenere la candidatura.

## Trama
Una famiglia composta dallo svedese Tomas, sua moglie norvegese Ebba e i loro giovani figli Vera e Harry soggiornano in un resort di lusso nelle Alpi francesi. Il secondo giorno pranzano all'aperto su una terrazza e assistono a una valanga controllata, che, però, si avvicina più di quanto dovrebbe. Molte persone si alzano e se ne vanno e, all'ultimo, anche Tomas viene preso dal panico e fugge con il suo telefono, abbandonando i familiari. La valanga si ferma poco prima del resort, lasciando gli avventori in una fitta nebbia, ma incolumi. Tomas torna al suo posto come se non fosse successo nulla. Quella sera Tomas ed Ebba cenano con degli amici ed Ebba racconta quanto accaduto con la valanga, ma Tomas nega di essere scappato affermando che non avrebbe potuto, dato che indossava scarponi da sci. La discussione diventa sempre più accesa, in quanto Ebba si arrabbia con Tomas per non voler ammettere di aver abbandonato la famiglia.
Ebba decide di andare a sciare da sola in giornata e parla con un'amica riguardo all'adulterio commesso da quest'ultima, che afferma di avere una felice relazione aperta. Mats, un vecchio amico di Tomas, arriva al resort con la sua ragazza più giovane, Fanny, e i due cenano con Tomas ed Ebba nella loro suite. Dopo mangiato, Ebba improvvisamente racconta nuovamente la storia della valanga e Mats cerca di dare una spiegazione razionale affermando che, in caso di pericolo, le persone si comportano diversamente da come farebbero di solito. Ebba dice che Tomas non intende ammettere quello che ha fatto e Tomas insiste sul fatto che hanno due ricordi diversi dell'accaduto; Ebba ha l'idea di guardare il filmato che Tomas stava facendo durante la valanga e Mats ipotizza che l'uomo fosse fuggito per poter tornare a tirare la famiglia fuori dalla valanga in seguito. Quando se ne vanno, Fanny suggerisce a Mats che lui si comporterebbe come Tomas in una situazione simile, offendendolo e portandoli a litigare a lungo.
Tomas e Mats vanno a sciare e Mats incita Tomas a sfogarsi urlando in mezzo alle alpi. Successivamente, Tomas confessa a Ebba di odiare sé stesso per la sua codardia e la sua infedeltà, scoppiando in lacrime e venendo consolato dalla moglie, mentre i figli ascoltano il tutto.
L'ultimo giorno di vacanza, durante lo scii della famiglia scende una fitta nebbia; Ebba apparentemente si perde, quindi Tomas va a salvarla. Durante il ritorno, in pullman su una strada tortuosa di montagna, Ebba si agita per la guida dell'autista e pretende di scendere, seguita rapidamente da tutti i passeggeri, che si incamminano a piedi.

## Produzione
Le riprese del film si sono tenute a Les Arcs, stazione sciistica della Savoia, in Francia.
Il regista Östlund ha dichiarato che le scene chiave del film, tra cui quella della valanga controllata, sono state ispirate da alcuni video virali di YouTube, che gli hanno fornito conferma della plausibilità delle situazioni e delle emozioni dei personaggi. Al riguardo Östlund ha affermato: «Sono stato interessato a questo argomento per molto tempo, a come gli umani abbiano così tanti problemi col perdere la faccia di fronte agli altri. Perciò ogni volta che ho una scena di cui potrebbe esserci qualche riferimento su YouTube, cerco su Google e guardo». La scena in cui Ebba chiede all'autista di scendere dall'autobus è stata ispirata dal video di YouTube intitolato Idiot Spanish bus driver almost kills students ("Autista spagnolo idiota per poco uccide gli studenti").
Come dichiarato dal regista, un'altra vicenda che ha ispirato il film è stata quella del comandante Francesco Schettino durante il naufragio della Costa Concordia, in particolare la scena in cui il marito mente di fronte agli ospiti negando la sua fuga («[Schettino] ha iniziato con una stupida bugia, dicendo di essere caduto nella scialuppa. Tomas dice che è impossibile correre con gli scarponi da sci. È lo stesso tipo di retorica. Si cerca a tal punto di non perdere la faccia da finire in una situazione ancora peggiore») e quella in cui lo stesso marito, durante un crollo emotivo, confessa alla moglie di essere vittima dei propri istinti.

## Distribuzione
Forza maggiore è stato mostrato in anteprima il 18 maggio 2014 nella sezione Un Certain Regard della 67ª edizione del Festival di Cannes, dove ha vinto il premio della giuria. In seguito è stato proiettato in un gran numero di festival cinematografici internazionali, tra cui il Toronto International Film Festival.
Il film è uscito nelle sale svedesi il 15 agosto 2014, mentre in Italia è uscito nelle sale il 7 maggio 2015, distribuito da Teodora Film.

## Accoglienza
Su Rotten Tomatoes il film ha ricevuto il 93% di approvazione, sulla base di 140 recensioni. Il consenso della critica è così riassunto: «Allegramente disagevole, Forza maggiore è un dramma relazionale che è duro da vedere e altrettanto difficile da ignorare». Su Metacritic il film ha ricevuto un punteggio di 87 su 100, sulla base di 37 recensioni.

## Riconoscimenti
- 2014 – Festival di Cannes
  - Un Certain Regard - Premio della giuria
- 2014 – Nordic Council Film Prize[12]
  - Candidato
- 2015 – Golden Globe
  - Candidatura per il miglior film straniero (Svezia)
- 2015 – Saturn Awards[13]
  - Candidatura per il miglior film internazionale
- 2015 – Guldbagge[14]
  - Miglior film
  - Miglior regia, a Ruben Östlund
  - Miglior sceneggiatura, a Ruben Östlund
  - Miglior attore non protagonista, a Kristofer Hivju
  - Miglior fotografia, a Fredrik Wenzel
  - Miglior montaggio, a Ruben Östlund e Jacob Secher Schulsinger
  - Candidatura a miglior attore protagonista, a Johannes Bah Kuhnke
  - Candidatura a miglior attrice protagonista, a Lisa Loven Kongsli
  - Candidatura a miglior attrice non protagonista, a Fanni Metelius
  - Candidatura a miglior sonoro, a Andreas Franck e Gisle Tveito

## Remake
Nel 2020 è stato distribuito un remake statunitense intitolato Downhill e diretto da Nat Faxon e Jim Rash. Il film ha come protagonisti Will Ferrell e Julia Louis-Dreyfus.